# عصام الشرنوبي
عصام الشرنوبي (ولد في 17 فبراير 1987، سلا، المغرب) لاعب تايكوندو مغربي، تَخَصّص في وزن أقل من 80 كغم. حصل على ميدالية برونزية خلال مشاركاته في بطولات العالم للتايكوندو.

## إنجازاته

### بطولة العالم للتايكوندو
- 2011 جيونجو  كوريا الجنوبية:  ميدالية برونزية في وزن أقل من 80 كغم.

### الألعاب الجامعية
- 2011 شينزين  الصين:  ميدالية برونزية في وزن أقل من 80 كغم.

### الألعاب الأولمبية
- 2012 لندن  المملكة المتحدة: مشارك في وزن أقل 80 كغم.

## روابط خارجية
- عصام الشرنوبي على موقع TaekwondoData.com (الإنجليزية)
- عصام الشرنوبي على موقع أوليمبيديا (الإنجليزية)